# 赫克托·霍根
赫克托·霍根（英語：Hector Hogan，1931年7月15日—1960年9月2日），澳大利亚男子田径运动员，主攻短跑。他曾代表澳大利亚参加1956年夏季奥林匹克运动会田径比赛，获得男子100米铜牌。他于1960年因白血病去世。